# Bezděkov (Rokycanyi járás)
Bezděkov település Csehországban, Rokycanyi járásban. Bezděkov Břasy, Přívětice és Březina településekkel határos. Lakosainak száma 163 fő (2024. január 1.).

## Népesség
A település lakosságának változását az alábbi diagram mutatja:
| Lakosok száma | 272  | 291  | 240  | 171  | 109  | 121  | 135  | 141  | 144  | 163  |
|               | 1869 | 1900 | 1921 | 1961 | 1980 | 2011 | 2016 | 2019 | 2021 | 2024 |